# Air Service Gabon
Air Service Gabon (mã IATA = X7, mã ICAO = AGB) là hãng hàng không, trụ sở đặt tại Libreville, Gabon. Hãng có căn cứ chính ở Sân bay quốc tế Libreville

## Lịch sử
Air Service Gabon được thành lập từ năm 1965. Hãng hiện có các tuyến đường quốc nội và một số tuyến quốc tế trong vùng Tây Phi. Hãng cũng đảm nhiệm các chuyến bay chở khác thuê bao.

## Các nơi đến
(tháng 3/2008):
- Gabon

- Franceville
- Gamba
- Koulamoulou
- Libreville
- Makokou
- Mouila
- Omboue
- Oyem
- Port Gentil
- Tchibanga

- Cameroon

- Douala

- Cộng hòa Congo

- Brazzaville
- Pointe-Noire

- São Tomé và Príncipe

- São Tomé

## Đội máy bay
(Tháng 5/2008):
- 2 Bombardier CRJ100
- 4 Bombardier Dash 8-100
- 1 Bombardier Dash 8-300
- 2 De Havilland Canada DHC-6

Tuổi trung bình các máy bay của Air Service Gabon tính tới tháng 5/2008 là 11,8 năm ()